# RusSki Gorki
Der Skisprungkomplex RusSki Gorki (russisch Комплекс для прыжков с трамплинов «Русские Горки»/Komplex dlja pryschkow s tramplinow «Russkije Gorki») umfasst mehrere Skisprungschanzen in Esto-Sadok, einem Ortsteil von Sotschi in Russland.

## Geschichte

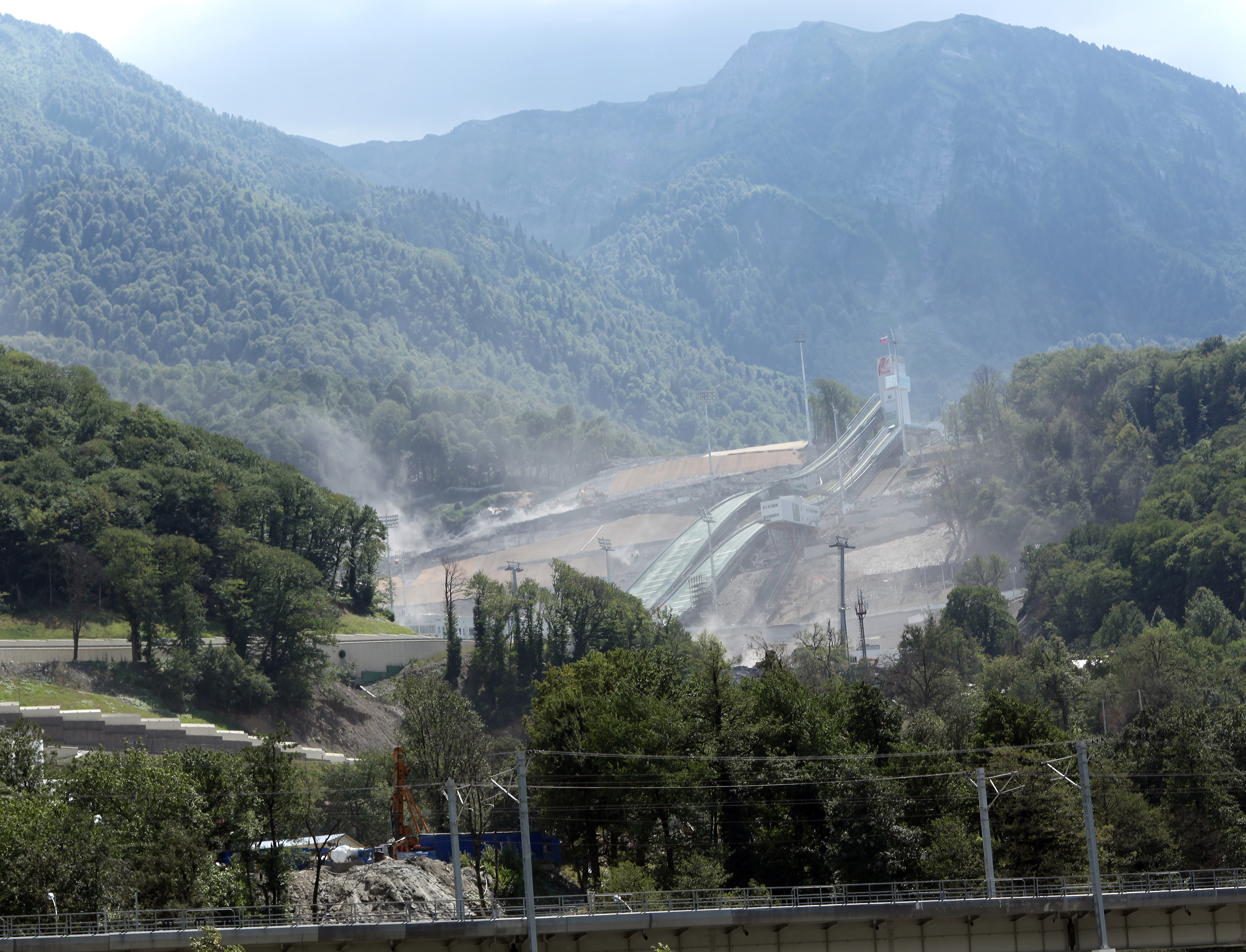
Staubwolken bei starkem Wind verhüllen die RusSki-Gorki-Schanze (Juli 2013)

Für die Olympischen Winterspiele in Sotschi 2014 wurden zwei Veranstaltungszentren neu errichtet: das sogenannte Küsten-Zentrum (Прибрежный кластер) im Stadtteil Adler mit seinen sechs charakteristischen Großhallen für 75.000 Zuschauer und das sogenannte Berg-Zentrum (Горный кластер) in der Gegend um die Siedlung Krasnaja Poljana. Das Berg-Zentrum umfasst fünf Stützpunkte: Laura für Langlauf und Biathlon, Rosa Chutor für die alpinen Wettbewerbe sowie den Extrem-Park Rosa Chutor für Snowboard und Freestyle, Sanki für Bob- und Rodelsport und die Skisprungschanzen namens RusSki.
Für etwa 50 Millionen Euro entstanden bei der ursprünglich von estnischen Auswanderern gegründeten kleinen Siedlung Esto-Sadok nahe der neu errichteten Hotel-Stadt Alpika-Servis am Nordhang des Aibga-Kammes zwei Schanzen der Kategorien K 125 und K 95 mit einem Skispung-Stadion für 7.500 Zuschauer.
Der Bau der beiden Schanzen sollte ursprünglich von 2009 bis August 2011 dauern, im Sommer 2013 war das Skisprungstadion jedoch noch Großbaustelle und bei starkem Wind von dichten Staubwolken bedeckt. Die Großschanze wurde aber probeweise ohne Zuschauer bereits im Jahr 2012 für FIS-Wettkämpfe genutzt.

## Internationale Wettbewerbe
In den Jahren 2012 bis 2014 fanden insgesamt zehn offizielle Springen auf den Schanzen statt. 2018 waren noch einmal zwei Springen im FIS Cup geplant, die aber nicht durchgeführt wurden. Genannt werden alle von der FIS organisierten Sprungwettbewerbe.
| Datum            | Kategorie               | Schanze | 1. Platz                                                               | 2. Platz                                                                           | 3. Platz                                                  |
| ---------------- | ----------------------- | ------- | ---------------------------------------------------------------------- | ---------------------------------------------------------------------------------- | --------------------------------------------------------- |
| 14. Juli 2012    | Continental Cup         | HS140   | Jan Matura                                                             | Anders Jacobsen                                                                    | Tomaž Naglič                                              |
| 15. Juli 2012    | Continental Cup         | HS140   | Anders Jacobsen                                                        | Tomaž Naglič                                                                       | Dawid Kubacki                                             |
| 8. Dezember 2012 | Weltcup                 | HS106   | Sarah Hendrickson                                                      | Sara Takanashi                                                                     | Anette Sagen                                              |
| 8. Dezember 2012 | Weltcup                 | HS106   | Gregor Schlierenzauer                                                  | Severin Freund                                                                     | Andreas Kofler                                            |
| 9. Dezember 2012 | Weltcup                 | HS106   | Daniela Iraschko Coline Mattel                                         |                                                                                    | Sara Takanashi                                            |
| 9. Dezember 2012 | Weltcup                 | HS106   | Andreas Kofler                                                         | Richard Freitag                                                                    | Andreas Wellinger                                         |
| 9. Februar 2014  | Olympische Winterspiele | HS106   | Kamil Stoch                                                            | Peter Prevc                                                                        | Anders Bardal                                             |
| 11. Februar 2014 | Olympische Winterspiele | HS106   | Carina Vogt                                                            | Daniela Iraschko-Stolz                                                             | Coline Mattel                                             |
| 15. Februar 2014 | Olympische Winterspiele | HS140   | Kamil Stoch                                                            | Noriaki Kasai                                                                      | Peter Prevc                                               |
| 17. Februar 2014 | Olympische Winterspiele | HS140   | DeutschlandAndreas Wank Marinus Kraus Andreas Wellinger Severin Freund | ÖsterreichMichael Hayböck Thomas Morgenstern Thomas Diethart Gregor Schlierenzauer | JapanReruhi Shimizu Taku Takeuchi Daiki Itō Noriaki Kasai |
| 18. August 2018  | FIS Cup                 | HS106   | Wettkampf abgesagt                                                     | Wettkampf abgesagt                                                                 | Wettkampf abgesagt                                        |
| 19. August 2018  | FIS Cup                 | HS140   | Wettkampf abgesagt                                                     | Wettkampf abgesagt                                                                 | Wettkampf abgesagt                                        |